# Mělické labiště
Mělické labiště je přírodní památka západně od města Pardubice v okrese Pardubice. Oblast spravuje Agentura ochrany přírody a krajiny ČR. Důvodem ochrany je mrtvé rameno Labe s významnými rostlinnými společenstvy a živočichy.
Rameno bylo odškrceno ve dvacátých 20. století, když byl napřimován tok Labe. Chráněné území bylo vyhlášeno v roce 1982 na ploše 2,7 ha. V jarních měsících, kdy je vysoký stav hladiny v řece, je odškrcené rameno dotováno vodou, která na druhé straně přetéká zpět do řeky (rameno je tak dočasně průtočné). V letních měsících je voda v řece na nižší úrovni a k napouštění už nedochází.

## Flora a fauna
V době vzniku přírodní památky byla hladina odškrceného meandru hojně pokryta leknínem bělostným (Nymphaea candida), který zde dnes už neroste, ale je tu stulík žlutý (Nuphar lutea) a závitka mnohokořenná (Spirodela polyrhiza). Dříve se tu vyskytovaly i druhy jako růžkatec ostnitý (Ceratophyllum demersum), rdest kadeřavý (Potamogeton crispus) a vzplývavý (Potamogeton natans), voďanka žabí (Hydrocharis morsus-ranae), stolístek přeslenatý (Myriophyllum verticillatum) a řezan pilolistý (Stratiotes aloides). Dnes v Mělickém labišti tyto druhy nenajdeme, což je zřejmě způsobeno změnou chemismu a trofie vody, který souvisí se zarybňováním vody - přavažují zde kapr, amur, candát a štika. Z chráněných druhů živočichů tu žijí např. čolek obecný (Lissotriton vulgaris), ledňáček říční (Alcedo atthis) a bobr evropský (Castor fiber).

## Galerie

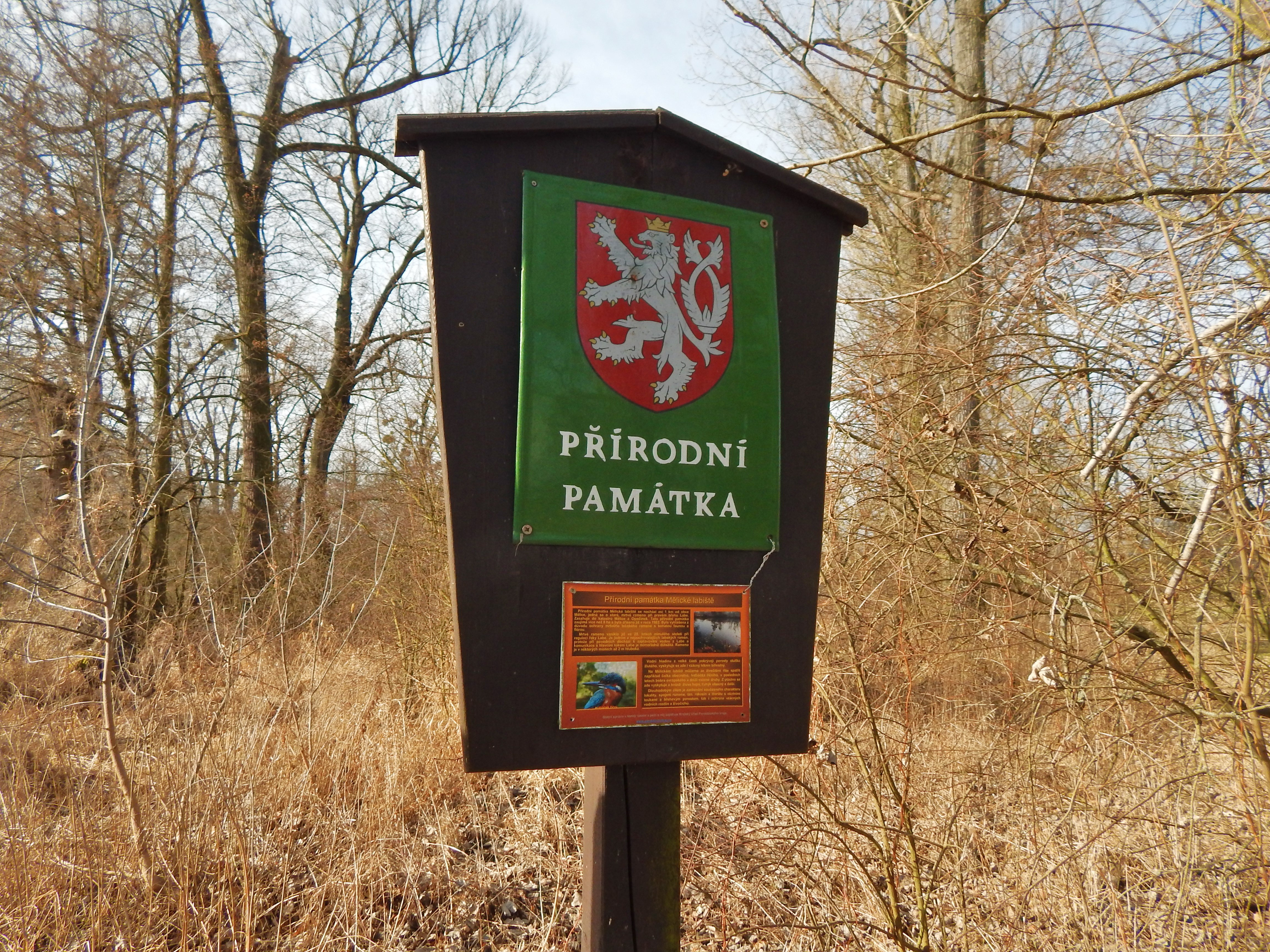
Značení památky
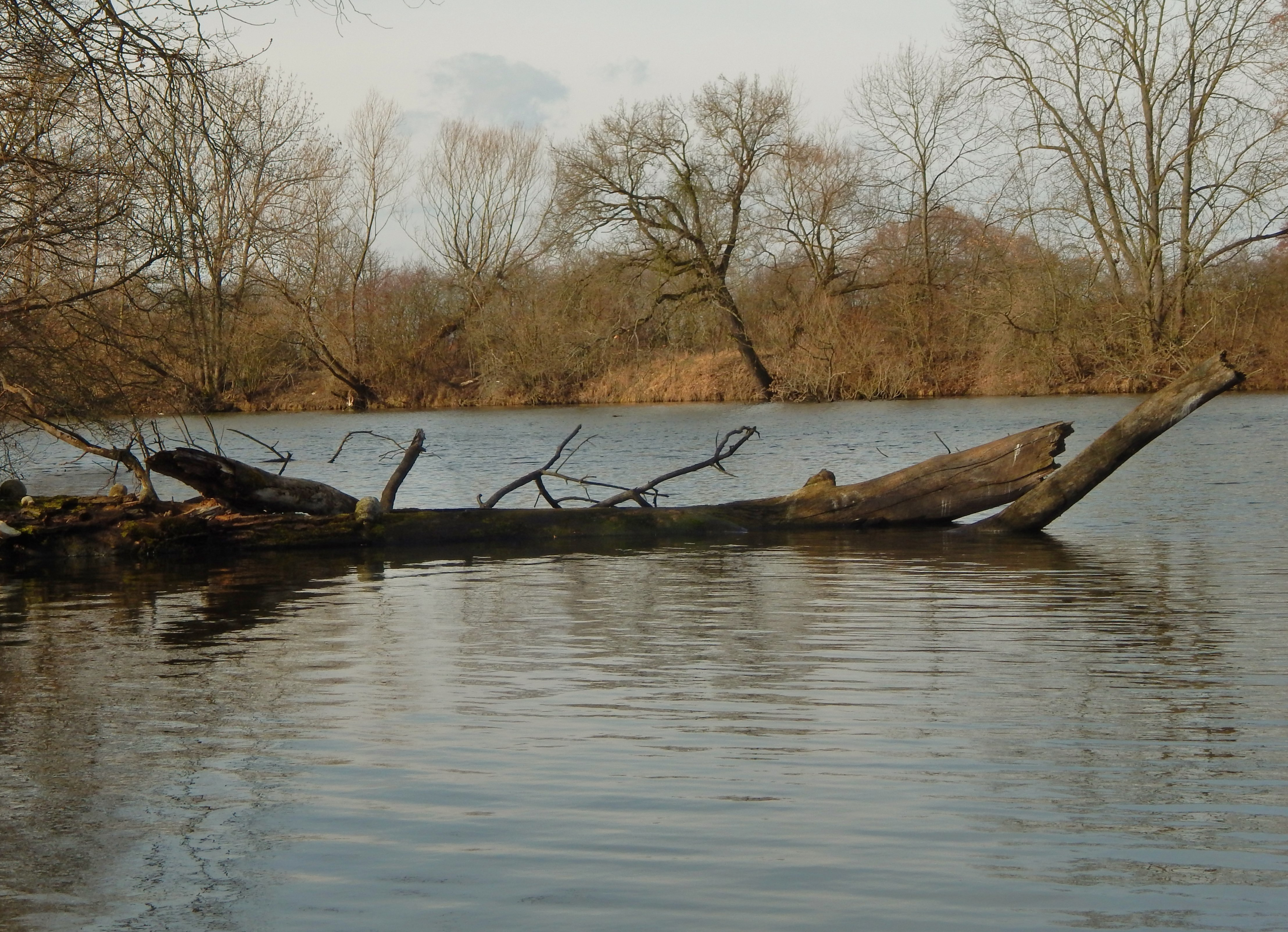
Rameno labiště
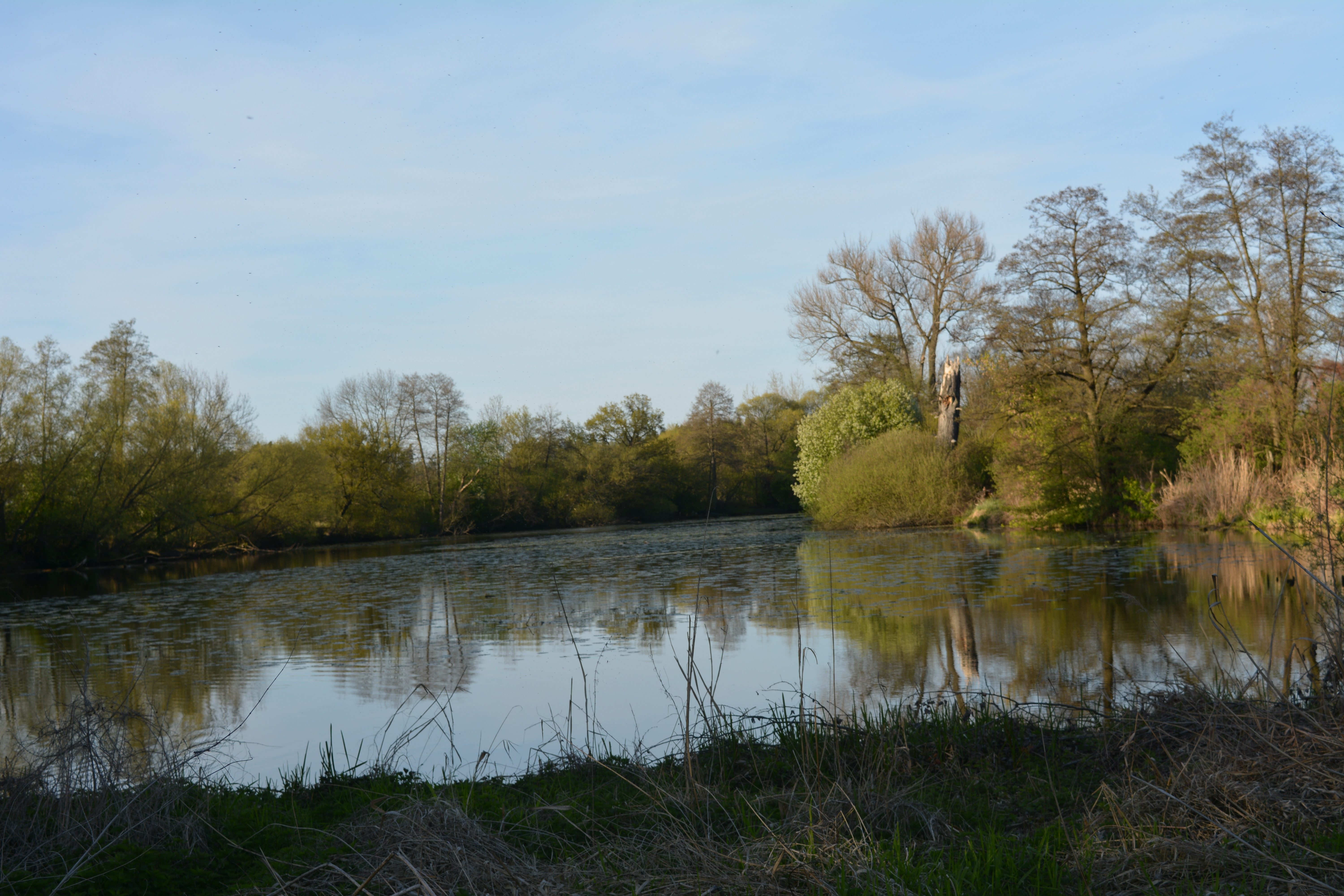
Jihozápadní konec labského ramene
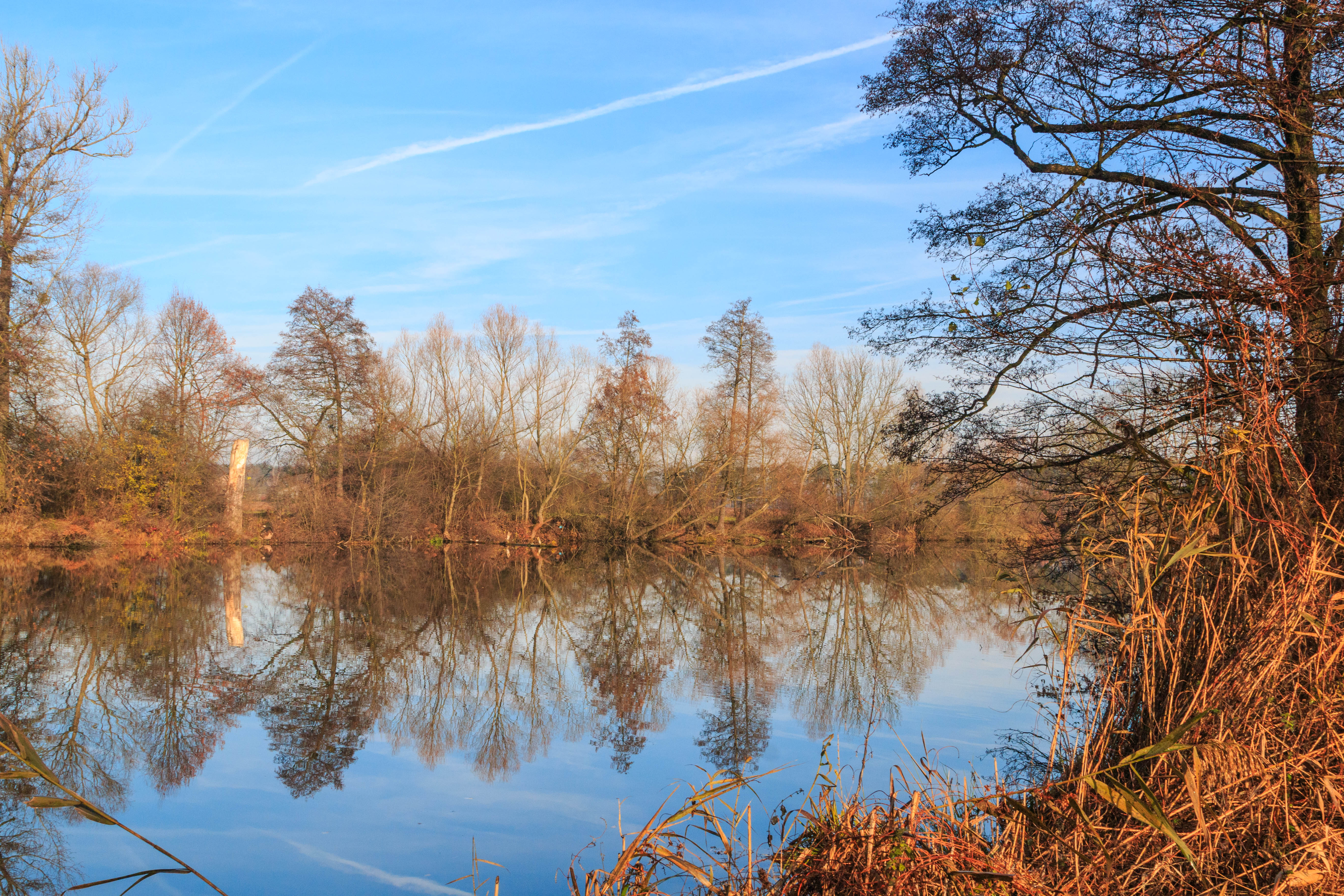
Mělické Labiště